# Tabor Wielki
Tabor Wielki (deutsch Groß Friedrichs-Tabor, 1939–1945 Groß Friedrichsburg, tschechisch Velký Tábor oder Bedřichův Tábor) ist eine Ortschaft mit einem Schulzenamt der Landgemeinde Bralin im Powiat Kępiński der Woiwodschaft Großpolen in Polen.

## Geschichte

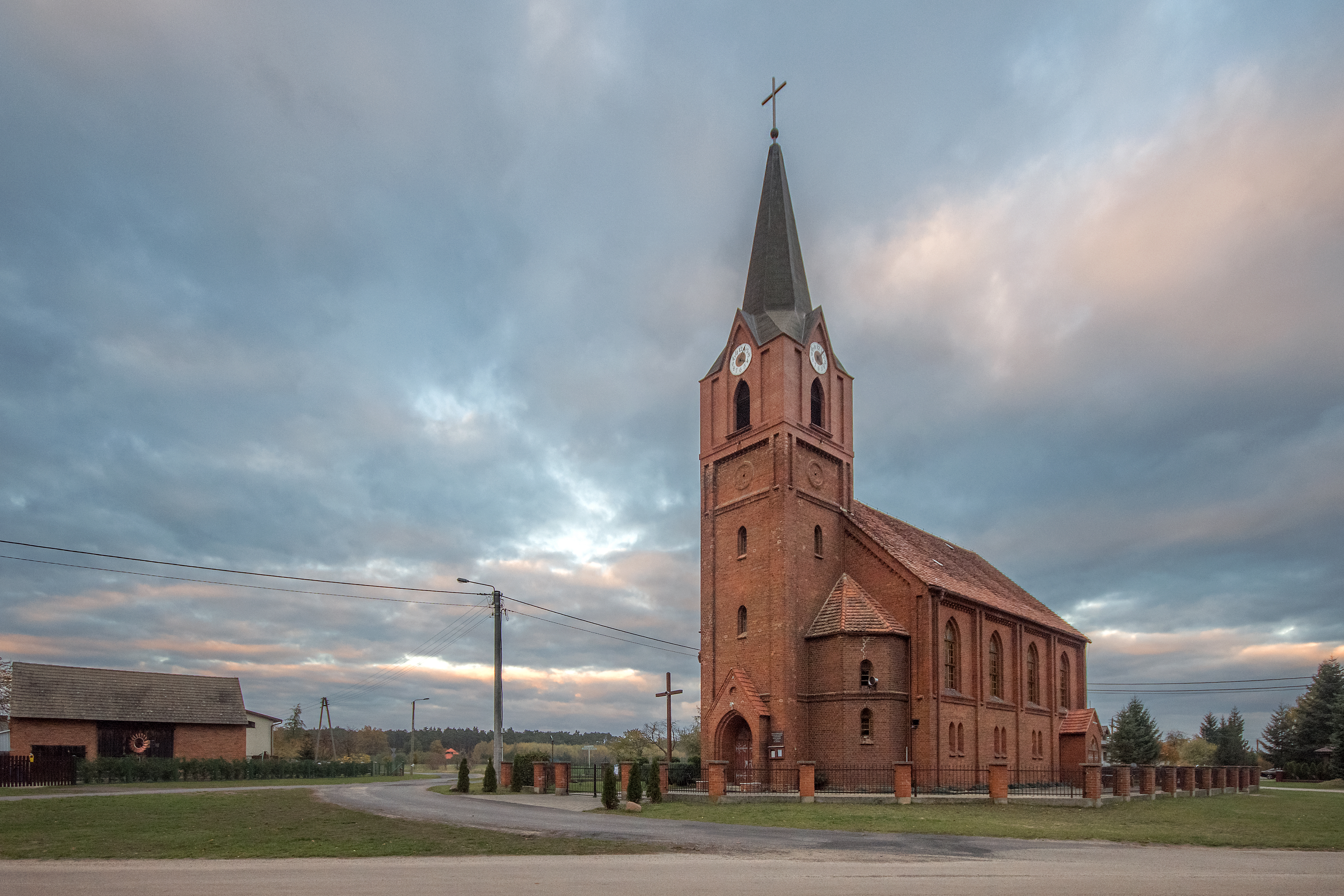
Ortskirche, ehemals calvinistisch, jetzt römisch-katholisch

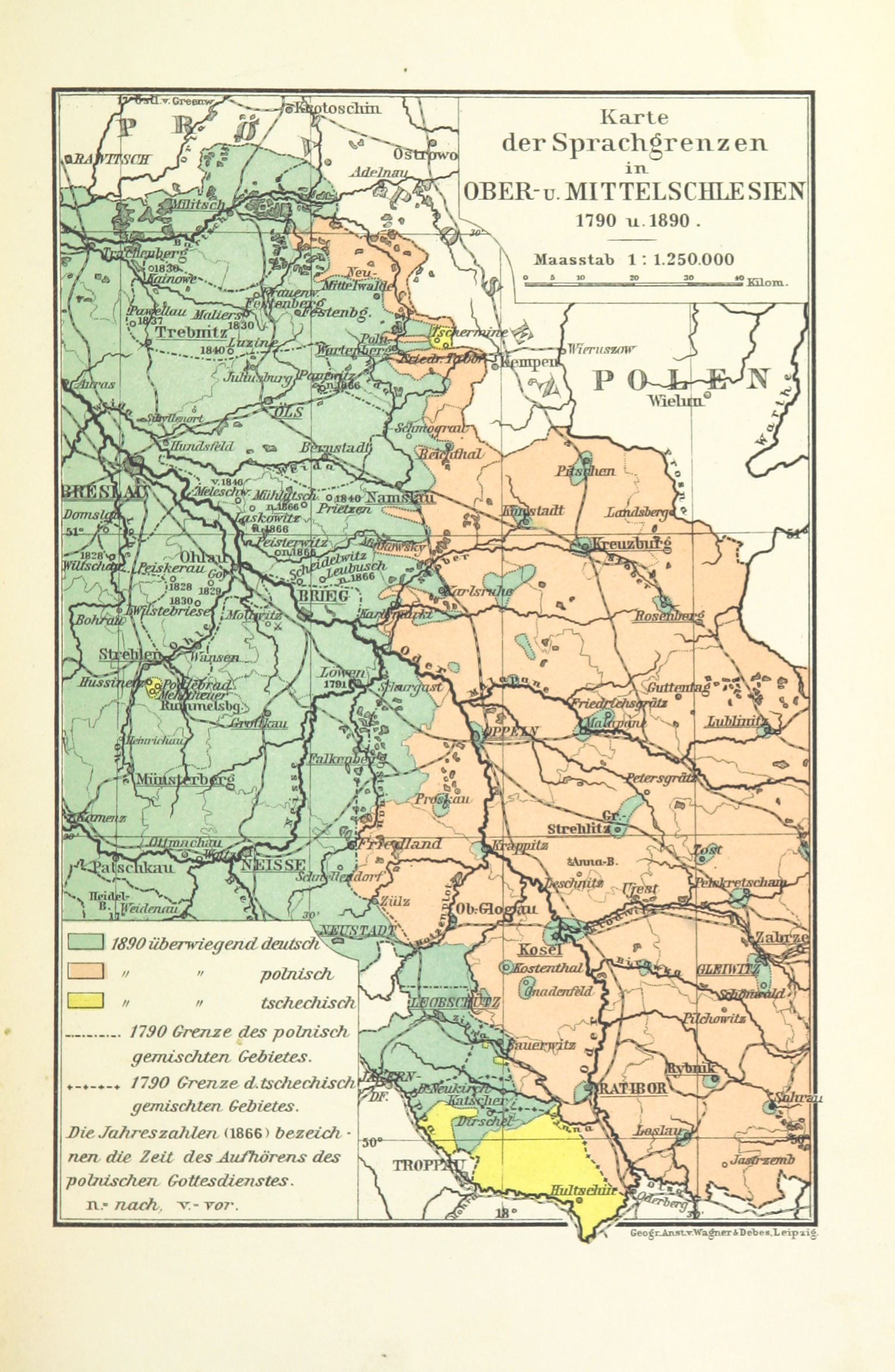
Sprachkarte aus dem Jahr 1896: gelbe Farbe: tschechische Sprache, Tschermine und Friedr.-Tabor im Norden eingezeichnet

Im Dreißigjährigen Krieg emigrierten sehr viele Anhänger der tschechischsprachigen Konfession der Böhmischen Brüder nach Schlesien, wo der Druck der habsburgischen Gegenreformation nicht so groß war, die sich später dem Calvinismus anschlossen. Rund 100 Jahre später emigrierten einige ihrer Nachkommen im Ersten Schlesischen Krieg weiter, darunter in den schlesisch-großpolnischen Grenzbereich, wo die letzte wasserpolnischsprachige Bevölkerung Niederschlesiens lebte.
Der Ort namens Friedrichstabor (nach dem König Friedrich II. und der Stadt Tábor benannt) wurde im Jahr 1749 im Zuge der Friderizianischen Kolonisation durch 56 tschechisch-calvinistische Familien meistens aus Ziębice (Münsterberg in Schlesien) in einem Waldgebiet gegründet. Die Kolonie war zu klein und 14 Familien gründeten noch im gleichen Jahr Tabor Mały (Klein Friedrichs-Tabor bzw. Malý Tábor). Die tschechischen Calvinisten wollten sich den dominierenden Lutheranern nicht völlig assimilieren. Sie holten dank der Hilfe der calvinistischen Adelsfamilie von Mielęcin einen polnischen Prediger aus dem in Polen gelegenen Leszno (Lissa) ab, später folgten einige andere aus Leszno und danach aus Böhmen. In den 1760er Jahren entstand die Tochtersiedlung Czermin (Tschermin/Čermin). Die drei Dörfer erhielten mehr oder weniger ethnisch tschechisch-calvinistischen Charakter bis zum Jahr 1945. 1803 wanderten viele Bewohner nach Zelów bei Łódź aus.
Groß Friedrichs-Tabor gehörte von 1818 bis 1920 dem schlesischen Landkreis Groß Wartenberg an. Mit dem überwiegend polnischsprachigen Ostteil des Landkreises wurde Tabor Wielki zum 10. Januar 1920 infolge des Versailler Vertrags vom Deutschen Reich an das wiedergegründete Polen abgetreten. Seitdem ist Tabor Wielki mit der Woiwodschaft Posen bzw. Großpolen verbunden, zunächst im Powiat Kępiński.
Im Jahr 1921 gab es in der Gemeinde Tabor Wielki im Powiat Kępno 101 Häuser mit 453 Einwohnern, 353 hielten sich für deutscher und 100 für polnischer Nationalität, 346 waren evangelisch, 99 römisch-katholisch und 8 andere Christen.
Im Jahr 1922 schloss sich die calvinistische Pfarrei der Superintendentur Poznań II (der Böhmischen Brüder Großpolens) der Unierten Evangelischen Kirche in Polen an. Bis 1935 wurden die Gottesdienste auf Tschechisch, Deutsch und Polnisch gepredigt. Im Jahr 1937 zählte die Pfarrgemeinde 711 Mitglieder und war damit die bevölkerungsreichste Pfarrgemeinde der Superintendentur (mit insgesamt 1949 Seelen).
Beim Überfall auf Polen 1939 wurde das Gebiet von den Deutschen besetzt und dem Landkreis Kempen im Reichsgau Wartheland zugeordnet. Nach dem Krieg verließ die Mehrheit der Dorfbevölkerung den Ort zum großen Teil in die Tschechoslowakei, es blieben nur vereinzelte Familien. Die calvinistische Kirche wurde römisch-katholisch.
Von 1975 bis 1998 gehörte Tabor Wielki zur Woiwodschaft Kalisz.